# Daikaijū Baran
Daikaijū Baran (大怪獣 バラン? lett. "Varan il Mostro Gigante") è un film del 1958 diretto da Ishirō Honda.

## Trama
Quando una rara specie di farfalle venne scoperta in una valle misteriosa in Giappone, due entomologi vanno ad investigare e a trovare altre farfalle. Comunque,una volta arrivati sul posto, scoprono un lago non presente sulle carte e vengono attaccati e uccisi da una strana creatura. La reporter Yuriko, la sorella di uno dei due scienziati, va nella valle per scoprire che cosa è successo. Viene accompagnata da un altro entomologo di nome Kenji e dal reporter Horiguchi. Quando sono giunti in un villaggio, vengono a sapere del leggendario mostro chiamato Baradagi dagli abitanti del villaggio. Presto scoprono che questo mostro non è una leggenda ed è vivo. Il mostro Varan si allontana dal lago per dirigersi verso Tokyo. Varan attacca l'aeroporto di Haneda ma viene ingannato dalle forze di difesa del Giappone che lo spingono a ingoiare varie bombe. Le bombe esplodono una dopo l'altra, indebolendo il kaiju. Quando Varan cerca di fuggire in mare, l'ultima bomba esplode, uccidendolo.